# Clădirea Bibliotecii Municipale B.P. Hasdeu din Chișinău
Clădirea Bibliotecii Municipale B.P. Hasdeu (Casă de raport cu încăperi pentru funcții sociale, în registrul monumentelor istorice din Republica Moldova) este o construcție amplasată pe bulevardul Ștefan cel Mare și Sfânt, 148 în Chișinău, monument istoric de importanță locală introdus în Registrul monumentelor de istorie și cultură a municipiului Chișinău la inițiativa Academiei de Științe.
Istoria clădirii ce adăpostește azi Biblioteca Municipală B. P. Hasdeu din Chișinău începe cu anul 1835, când pe terenul viran din partea marginală superioară de atunci a Chișinăului, la intersecția actualelor artere rutiere Ștefan cel Mare și Sfânt și Mitropolit Gavriil Bănulescu-Bodoni, municipalitatea a repartizat un lot de pământ pentru construcții individuale familiei consilierului de colegiu Ivan Monastîrski, funcționar la Consistoriul Duhovnicesc al Basarabiei. Casa a fost proiectată în două caturi, iar construcția ca atare s-a efectuat, în două faze, în perioada 1835–1844.
Cu începere din 1846 clădirea a fost închiriată Gimnaziului Regional din Chișinău care, deși înființat în 1832, nu dispunea încă de local propriu. În 1863 gimnaziul s-a mutat în alt edificiu, iar clădirea a fost cumpărată de Seminarul Teologic din Chișinău, care timp de un an de zile a utilizat-o în scopul cazării studenților.
În 1864 casa a fost luată în arendă de cetățeanul elvețian Charles Thomas Selonidenis, care a transformat căminul studențesc în hotel. (Ulterior, după denumirea în franceză a țării de origine a proprietarului, acesta s-a numit “Suisse”.)
În 1897 clădirea a fost arendată negustorului N. Muraciov pe un termen  de 15 ani. Noul stăpân a efectuat reparații capitale, făcând intervenții în structura arhitectonică a edificiului. Intrarea principală a fost redislocată, în acest scop spărgându-se peretele fațadei orientate spre Grădina Publică (azi, Grădina Publică „Ștefan cel Mare”), iar deasupra acoperișului a fost construit un parapet.
În contextul dat, au fost renovate ancadramentele ferestrelor, iar în interior a fost montată o scară cu trepte de marmură și balustradă din fontă. La parter, în spațiile comerciale, de rând cu restaurantul hotelului, s-au aliniat o serie de ateliere și magazine (salonul fotografic al lui Stain, magazinul de textile al lui Wilkenberg, frizeria lui Serens, cofetăria lui Bakinski, Societatea de Asigurări “Ancora”). Hotelul “Suisse” a funcționat până în anii celui de-al doilea război mondial.
De acest local este legată amintirea unor personalități istorice și culturale, între care guvernatorul militar al Basarabiei Pavel Fiodorov (în prima fază de existență a clădirii generalul a închiriat câteva camere în care a locuit cu întreaga sa familie); savantul enciclopedist Bogdan Petriceicu Hasdeu (adolescent de 14-15 ani, viitorul cărturar a frecventat aici, în perioada septembrie 1852-decembrie 1853, lecțiile în calitate de elev al claselor a IV-a și a V-a la Gimnaziul Regional); scriitorii clasici români Constantin Stamati-Ciurea, Constantin Stere ș. a., istoricul Nicolae Iorga, cântărețul rus Fiodor Șaleapin, militantul politic francez Henry Barbusse, care au poposit la Chișinău cu diverse ocazii, fiind găzduiți la Hotelul „Suisse”.  
În înfățișarea ei arhitectonică actuală, clădirea bibliotecii datează din anii 1946-1947, când a fost reconstruită din temelii. Or, edificiul a suferit mari prejudicii ca urmare a bombardamentelor la care a fost supusă capitala Basarabiei în anii celui de-al doilea război mondial. Proiectul pentru refacerea clădirii a fost elaborat de arhitectul E. R. Spirer sub conducerea nemijlocită a academicianului Alexei Șciusev. Cu această ocazie, casei i s-a adăugat un al treilea etaj, edificiul fiind îndepărtat, în același context, cu cca 2 metri de la stradă pe latura dinspre Sud-Vest și alungit, concomitent, pe orizontală astfel ca să cuprindă întreg spațiul dintre străzile care îl flanchează pe laturile Nord-Vest și Sud-Est. Cu toate acestea, aspectul decorativ exterior al noii clădiri repetă, în linii mari, arhitectonica vechiului edificiu așa cum se constituise către finele secoluli al XIX-lea.
În martie 1950, printr-o hotărâre a Comitetului orășenesc Chișinău al PC(b)M, o parte din încăperile de la parter (în primul rând spațiul ocupat de restaurant) a fost pusă la dispoziția Bibliotecii Municipale B.P. Hasdeu, aceasta coexistând cu o farmacie și cu librăria „Cartea academică”.